# Myrichthys pardalis
Myrichthys pardalis är en fiskart som först beskrevs av Valenciennes, 1839.  Myrichthys pardalis ingår i släktet Myrichthys och familjen Ophichthidae. Inga underarter finns listade i Catalogue of Life.